# Coregonus zugensis
Coregonus zugensis är en fiskart som beskrevs av Nüsslin 1882. Coregonus zugensis ingår i släktet Coregonus och familjen laxfiskar. IUCN kategoriserar arten globalt som livskraftig. Inga underarter finns listade i Catalogue of Life.